# Brother Rat
Brother Rat é um filme de comédia dramática estadunidense de 1938 dirigido por William Keighley e estrelado por Ronald Reagan, Priscilla Lane, Eddie Albert, Jane Wyman e Wayne Morris. O filme é uma adaptação da peça de mesmo nome escrita por John Monks Jr. e Fred Finklehofe.
Após a produção do filme, Reagan se casou com Wyman em 1940. 

## Elenco
- Ronald Reagan ...Dan Crawford
- Priscilla Lane ...Joyce Winfree
- Eddie Albert ...Bing Edwards
- Jane Wyman ...Claire Adams
- Wayne Morris ...Billy Randolph
- Johnnie Davis ...A. Furman Towsend, Jr.
- Jane Bryan ...Kate Rice
- Henry O'Neill ...Coronel Ramm
- Gordon Oliver ...Capt. 'Lacedrawers' Rogers
- Larry Williams ...Harley Harrington
- William Tracy ...Misto Bottome
- Jessie Busley ...Sra. Brooks
- Olin Howland ...Slim
- Louise Beavers ...Jenny

## Recepção
Frank S. Nugent, do The New York Times, chamou o filme de "uma excelente transcrição da peça, fiel a todo o material que pode ser exibido e combinando com os humores vivos dos dramaturgos nas cenas adicionadas". "Nenhum dos fatores que tornaram a peça um sucesso foi perdido ... Albert tem uma atuação esplêndida", relatou a Variety.

## Refilmagem
Em 1940, a Warner Bros. fez uma sequência do filme, Brother Rat and a Baby, que manteve a maioria dos membros do elenco do filme original.